# Gräfendorf
Gräfendorf is een gemeente in de Duitse deelstaat Beieren, en maakt deel uit van het Landkreis Main-Spessart.
Gräfendorf telt 1.347 inwoners.

## Indeling van de gemeente
De gemeente bestaat uit de volgende 8 Gemeindeteile:
- de twee parochiedorpen Gräfendorf en Wolfsmünster
- de drie kerkdorpen Michelau an der Saale, Schonderfeld en Weickersgrüben
- de drie Einöden[2] Eidenbacherhof, Hurzfurt en Seewiese.

## Geografie
Gräfendorf ligt aan de benedenloop van de Fränkische Saale, op de grens van de landstreek Spessart en het middelgebergte Rhön.

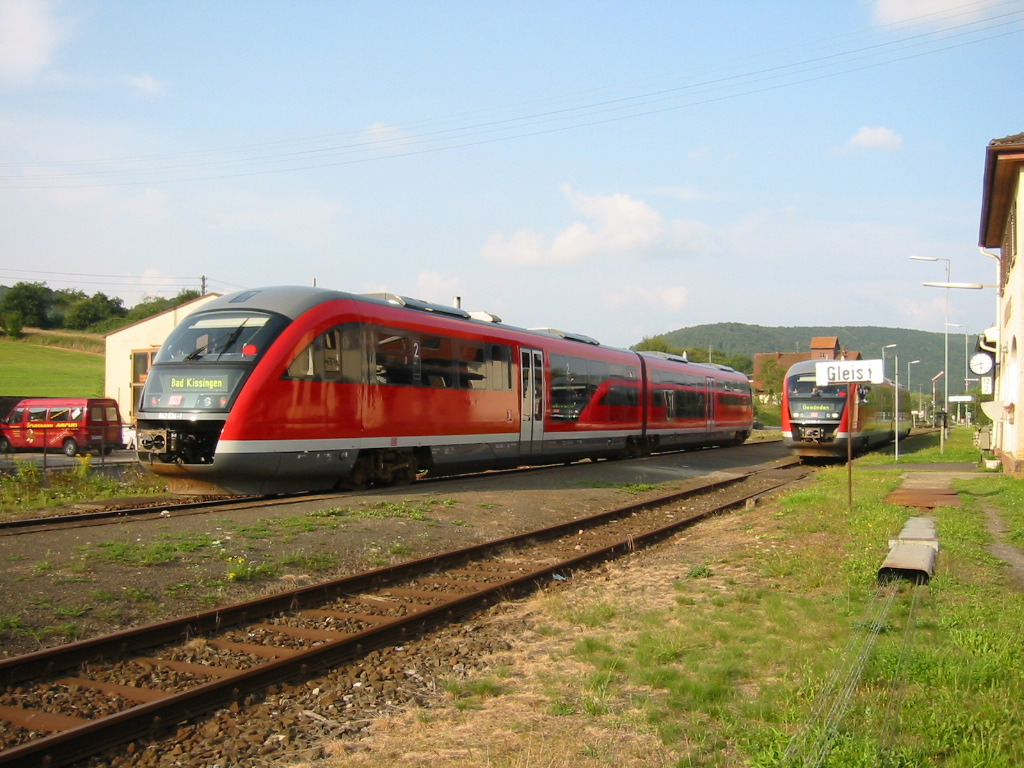
Station Gräfendorf

De gemeente ligt aan een spoorlijn, die van Station Gemünden (Main) noordoostwaarts naar het 47 km verderop gelegen station van Bad Kissingen leidt. Het station van Gräfendorf ligt 12 km van dat te Gemünden vandaan.
De belangrijkste verkeersweg in de gemeente is de door Weickersgrüben lopende Bundesstraße 27 naar o.a. Hammelburg.

### Naburige gemeentes
- Burgsinn, in het westen
- gemeentevrij gebied Omerz und Roter Berg, in het noorden
- Wartmannsroth, in het noordoosten
- Hammelburg, in het noordoosten
- Gemünden am Main, in het zuiden
- Karsbach, in het zuidoosten

## Afbeeldingen

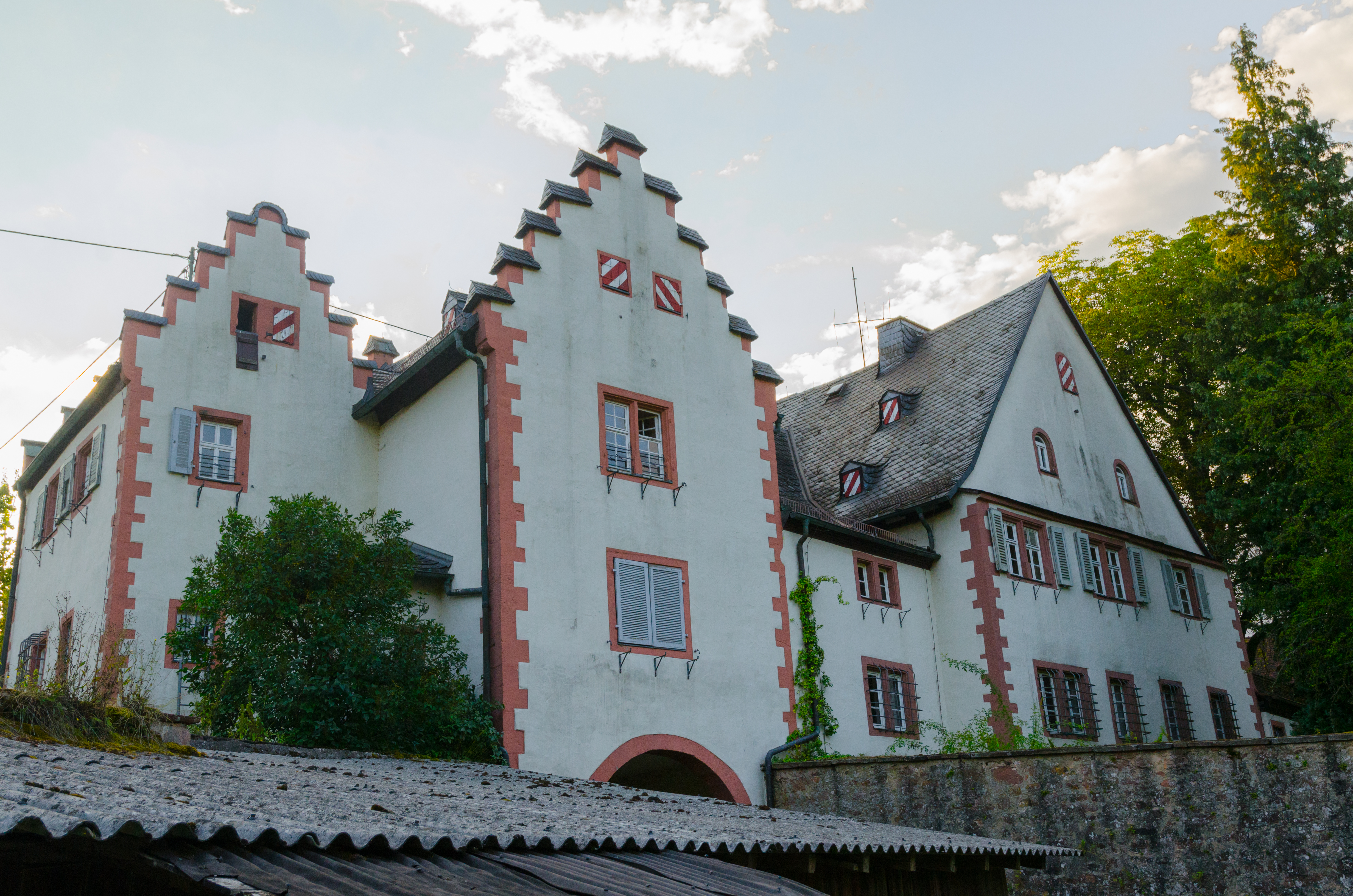
Kasteel te Wolfsmünster (16e eeuw)
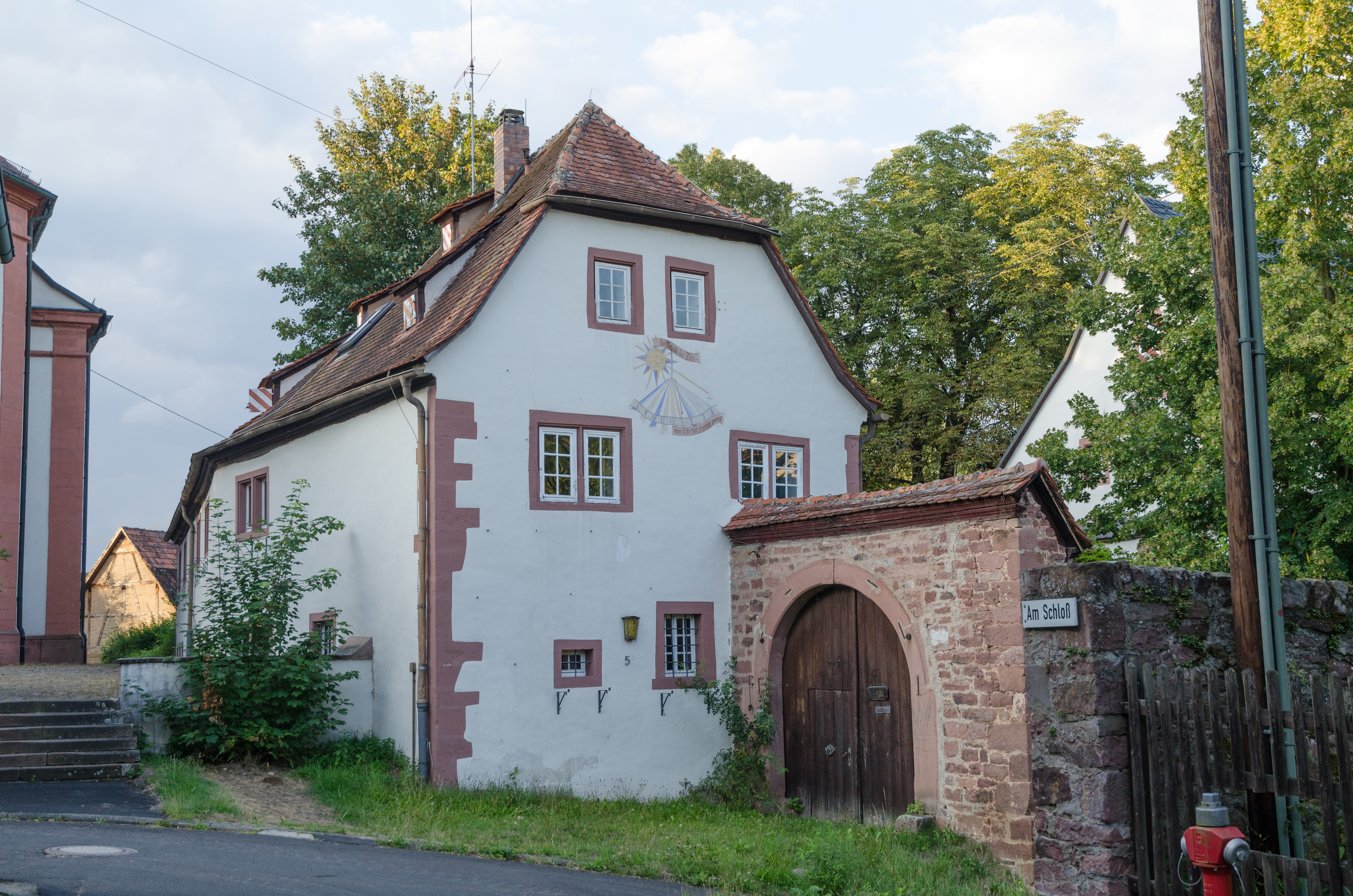
Bij dit kasteel behorend bouwhuis (Schlossökonomie, boerderij)
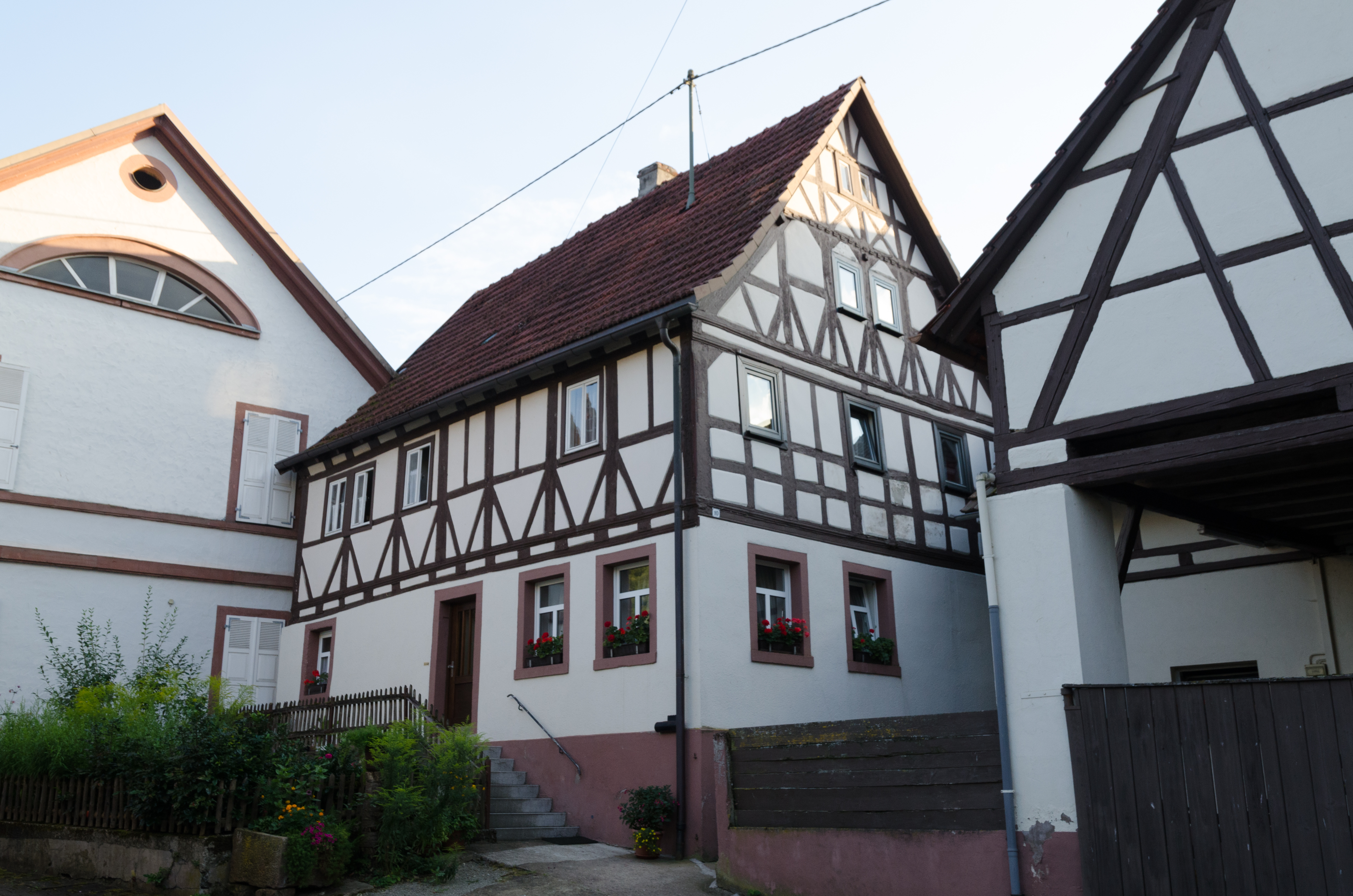
Vakwerkhuis dicht bij dit kasteel
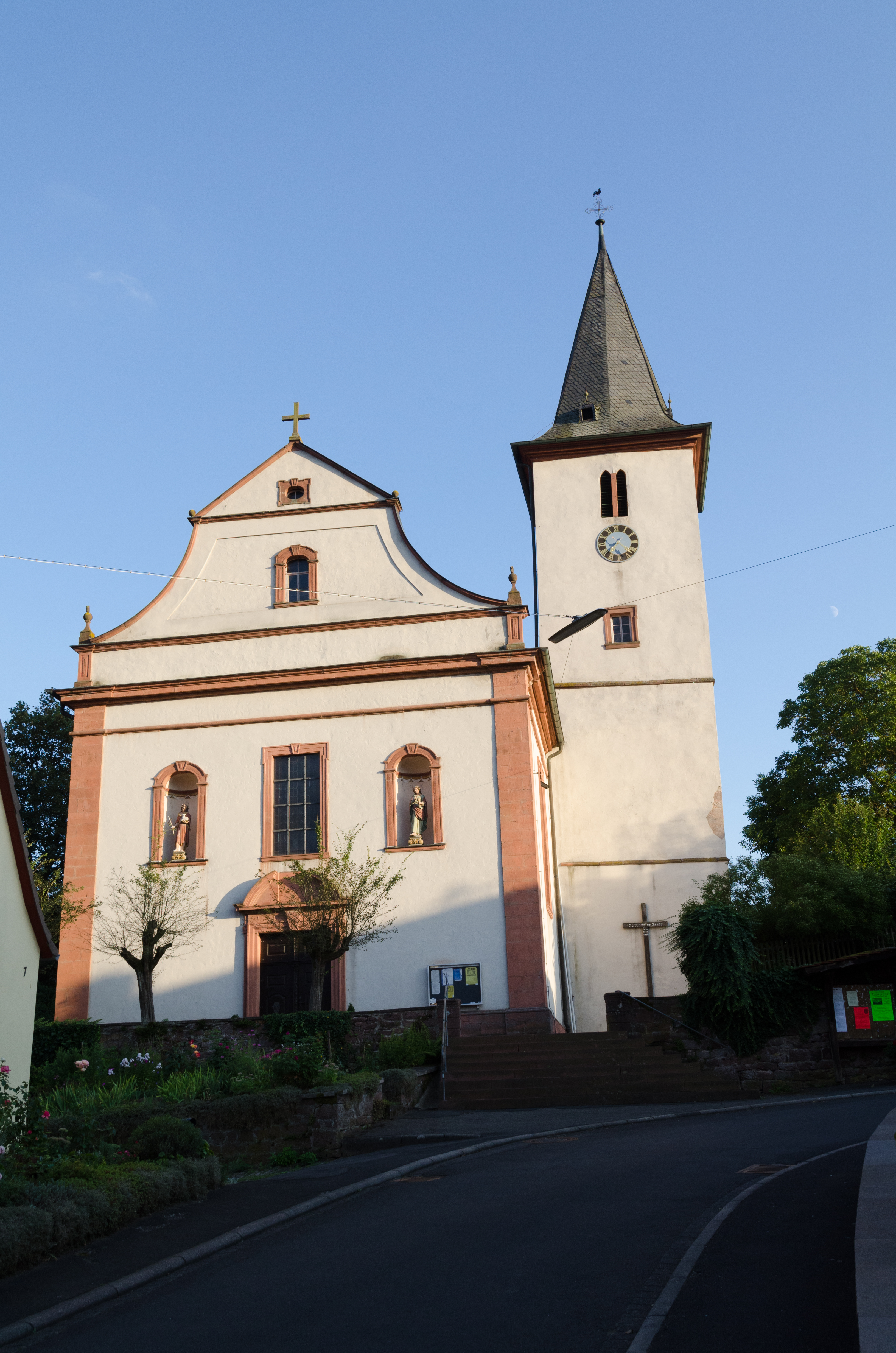
18e-eeuwse R.K. St.-Wolfgangskerk, Wolfsmünster
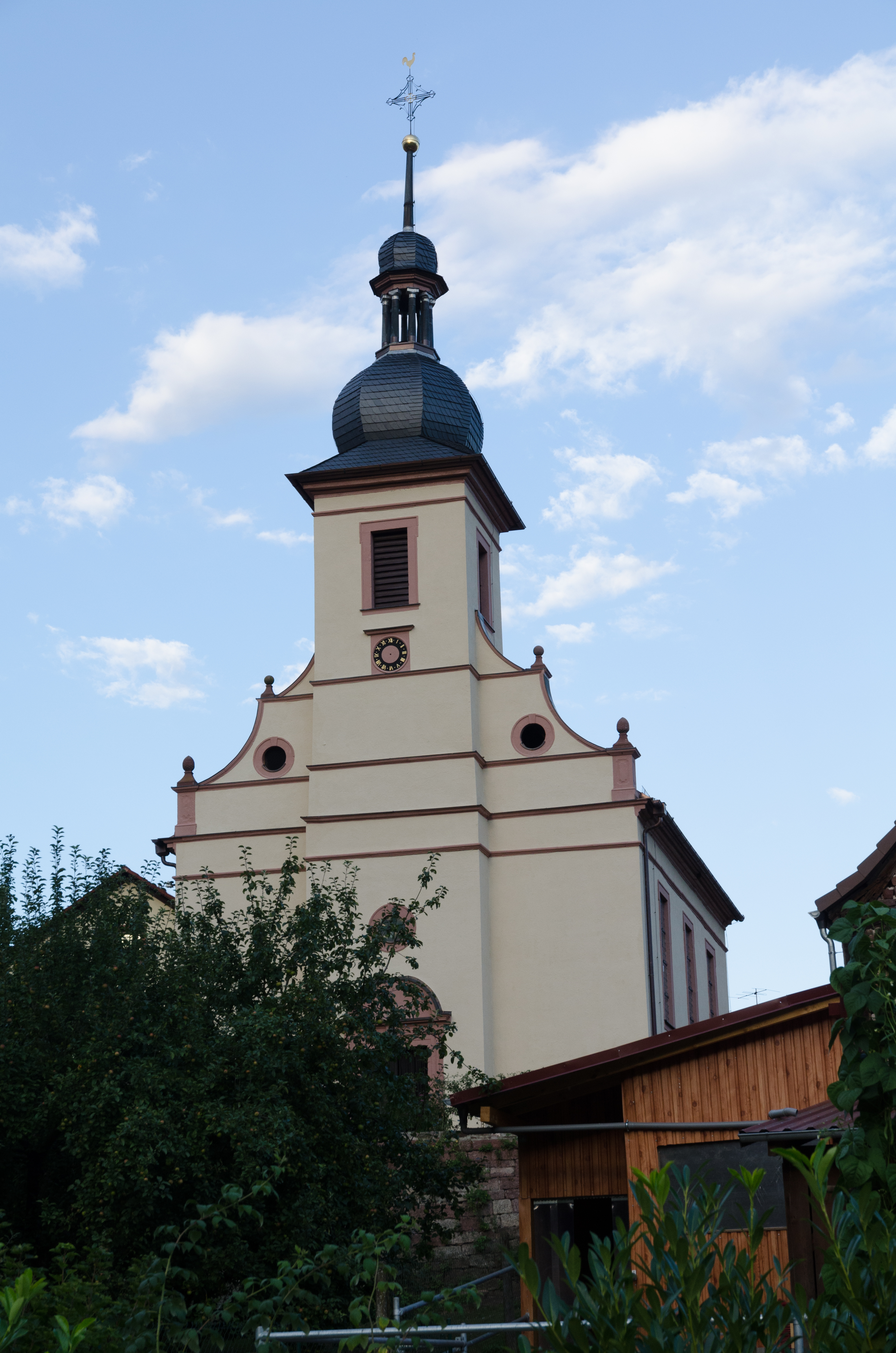
18e-eeuwse R.K. Laurentiuskerk, Schonderfeld
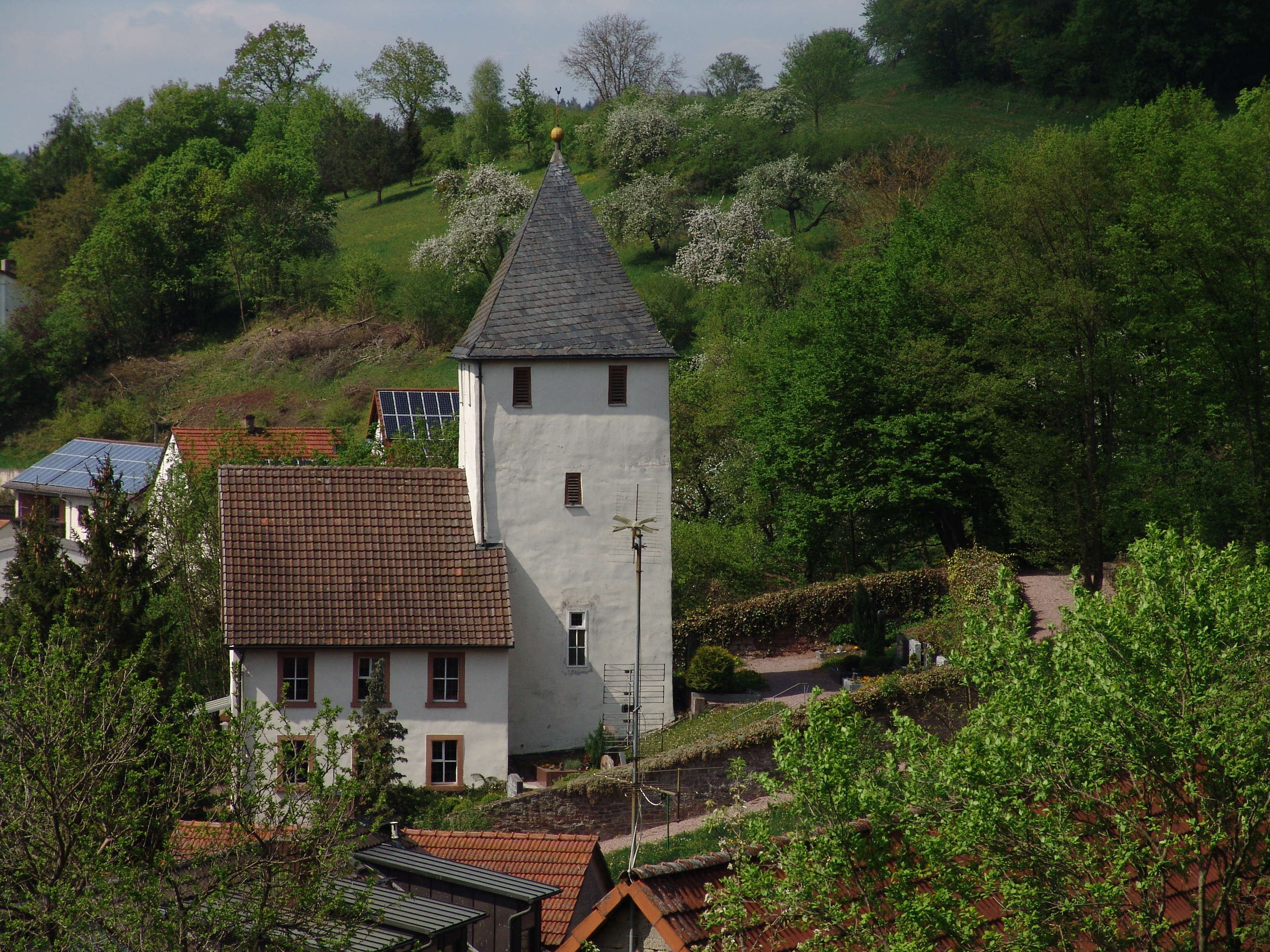
R.K. kerk te Weickersgrüben
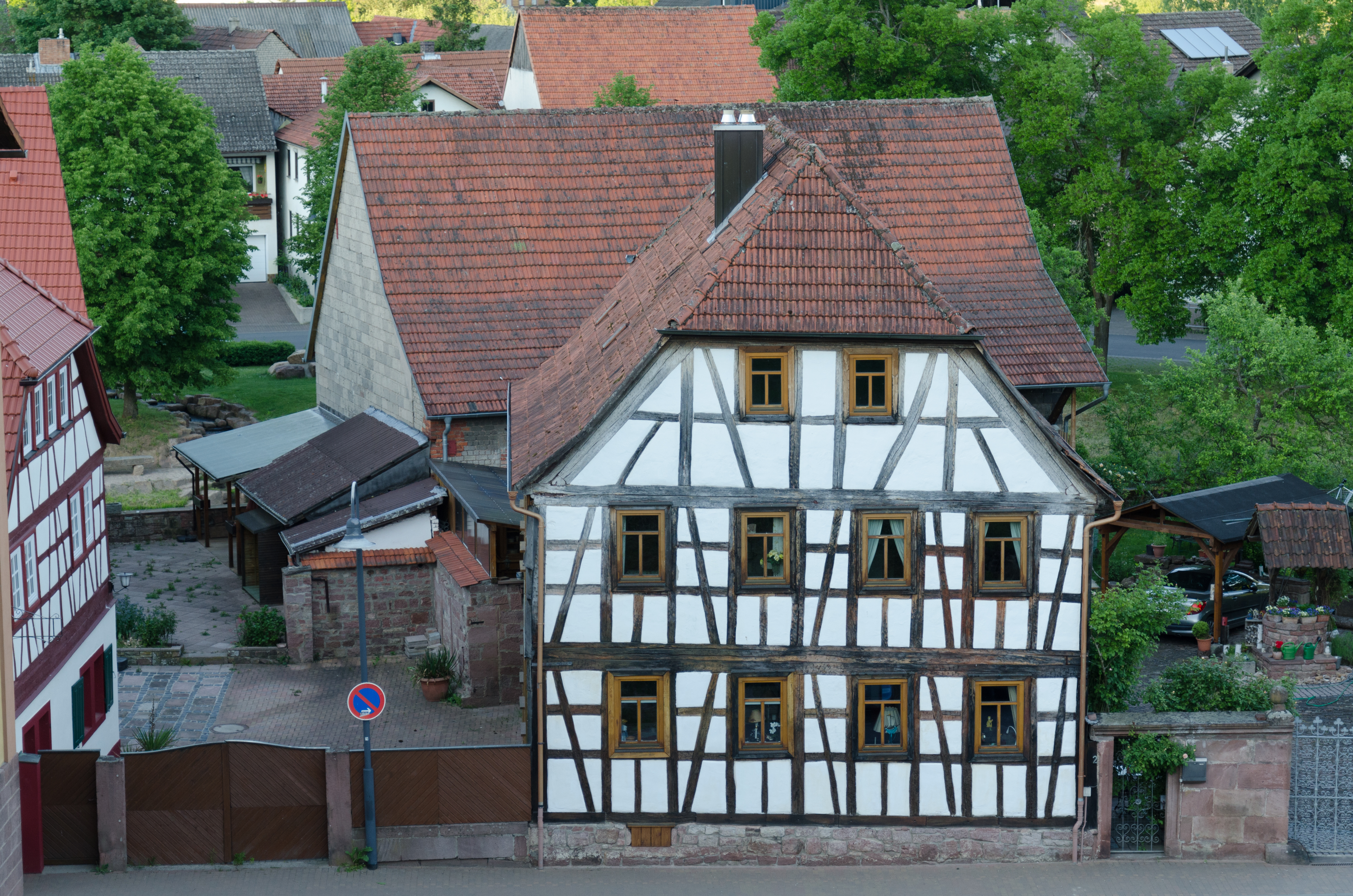
18e-eeuws vakwerkhuis te Gräfendorf
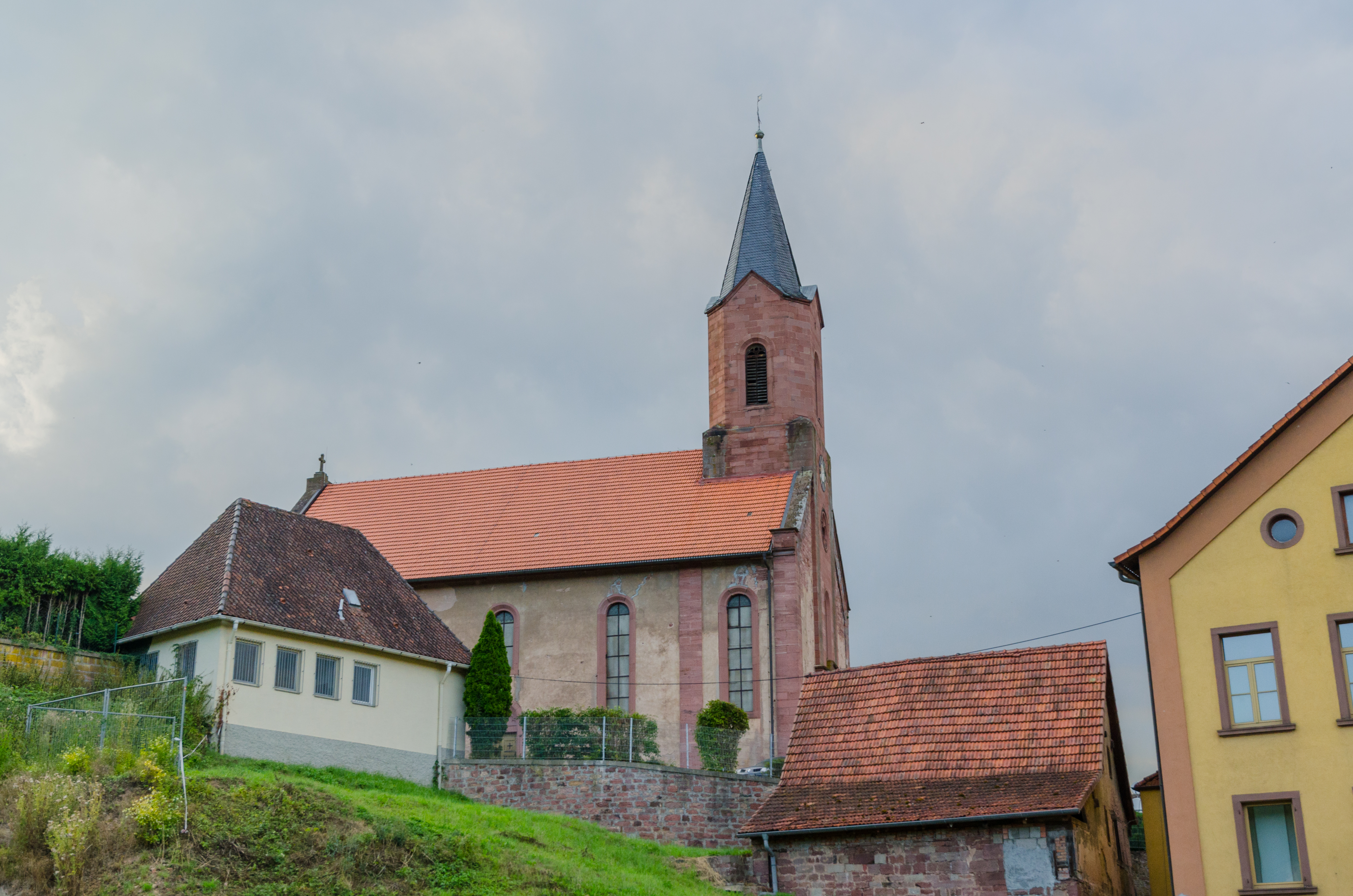
Voormalige R.K. kerk te Gräfendorf
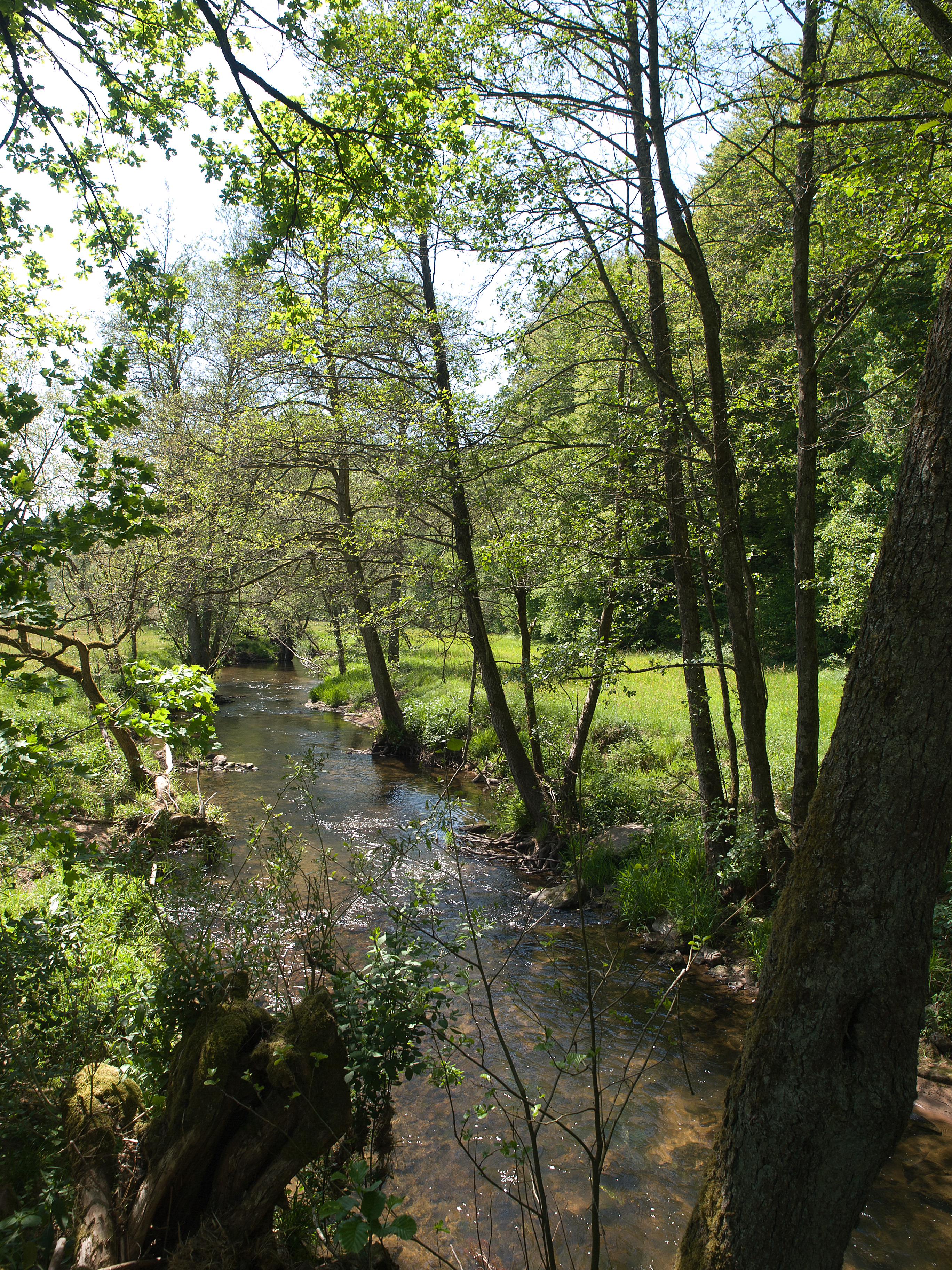
De beek Schondra bij Gräfendorf
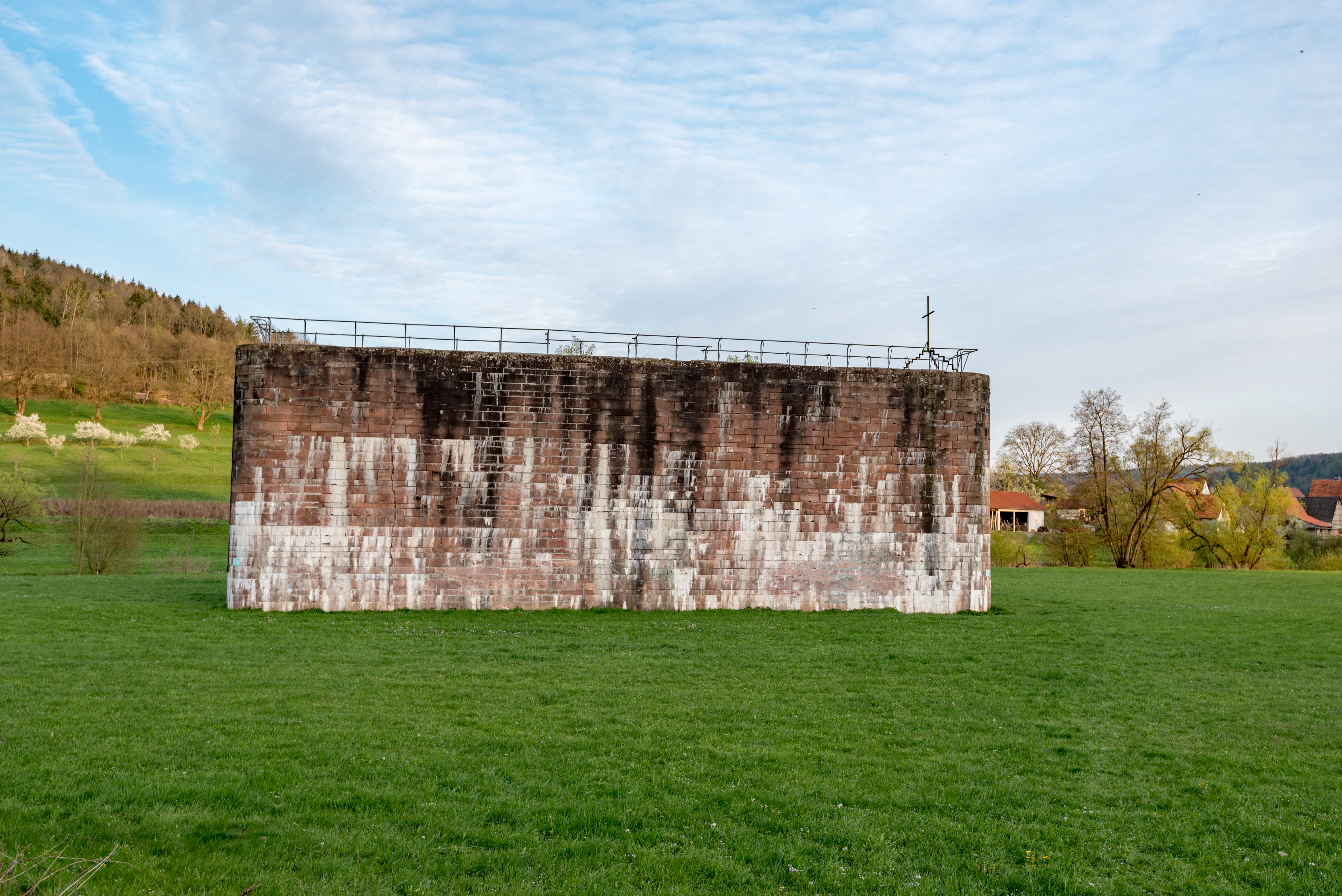
Brugpijler Strecke 46 (sportklimobject)

## Overige informatie
De gemeente werd in de middeleeuwen en de tijd tot 1800 lange tijd bestuurd door de baronnen Von Thüngen. Zij resideerden in het nog bestaande kasteel te Wolfsmünster. De bevolking is sedert de 17e eeuw overwegend rooms-katholiek.
Alle plaatsjes in de gemeente zijn van oorsprong weinig belangrijke boerendorpen, waar geen belangrijke historische gebeurtenissen zijn overgeleverd; door het vele natuurschoon in de omgeving is er sinds circa 1970 een niet onbelangrijk toerisme. Via de website van de gemeente kan men enige toeristische fiets- en wandelroutes downloaden. Tegenwoordig heeft alleen het hoofddorp Gräfendorf meer dan circa 200 inwoners.
Een bizar relict uit de nazi-tijd is de brugpijler van Strecke 46 , een door het uitbreken van de Tweede Wereldoorlog nooit afgebouwde Autobahn. De betonnen kolos tussen Gräfendorf en Schonderfeld is in gebruik als klimwand voor beoefenaars van de sport rotsklimmen.
Arnstein ·
Aura im Sinngrund ·
Birkenfeld ·
Bischbrunn ·
Burgsinn ·
Erlenbach bei Marktheidenfeld ·
Esselbach ·
Eußenheim ·
Fellen ·
Frammersbach ·
Gemünden am Main ·
Gössenheim ·
Gräfendorf ·
Hafenlohr ·
Hasloch ·
Himmelstadt ·
Karbach ·
Karlstadt ·
Karsbach ·
Kreuzwertheim ·
Lohr am Main ·
Marktheidenfeld ·
Mittelsinn ·
Neuendorf ·
Neuhütten ·
Neustadt am Main ·
Obersinn ·
Partenstein ·
Rechtenbach ·
Retzstadt ·
Rieneck ·
Roden ·
Rothenfels ·
Schollbrunn ·
Steinfeld ·
Thüngen ·
Triefenstein ·
Urspringen ·
Wiesthal ·
Zellingen